# Шеховцов, Андрей Захарович
Андрей Захарович Шеховцов (Шаховцев, Шеховцев, Шехавцев; 1847, Елецкий уезд, Орловская губерния — 28 декабря 1901) — священнослужитель Русской православной церкви, депутат от духовенства, легендарный протодьякон Московского Успенского Кремлёвского Собора (1881—1901) с феноменальным басом, совершавший богослужения на церемонии коронации Николая II и при отпеваниях императоров Александра II и Александра III. Отец новомученика.

## Биография
Родился в Елецком уезде в семье священника Орловской епархии.
После окончания отделения Воронежской семинарии был пономарём в воронежской Богоявленской церкви.
В 1871 году попал в число певчих архиерейского хора; в 1872 году значился дьячком, а в 1873 году — дьяконом Воронежской Николаевской церкви; с 1877 года — дьякон Вознесенской церкви там же.
9 ноября 1881 года назначен протодьяконом Успенского собора Московского Кремля, где до революции 1917 года разрешалось служить только обладающему басом духовенству (священник или диакон).
Участвовал в богослужениях при отпевании Александра II и Александра III.
«Был в Москве замечательный протодьякон Андрей Шеховцов. Я был знаком с его сыном, Виктором Андреевичем. В его время была даже присказка такая, что в Москве три чуда: Царь-колокол, Царь-пушка и протодьякон Андрюшка. У него был настолько могучий бас, что когда он говорил, рядом гасли лампады и могли даже лопнуть стёкла от вибрации. Рассказывают, что одна из британских принцесс решила послушать его голос, а когда он вышел и произнёс свой первый возглас, упала в обморок. Это действительно был богатырь.» — Митрополит Питирим
«…Он обладал замечательным голосом, сильным и весьма обработанным „с бархатцем“. Был человек в высшей степени приветливый, общительный и добрейшей души. Его знала вся Москва»
По желанию многих Ельчан и с согласия Преосвященнейшего орловского епископа Мисаила в 1889 году при большом стечении народа участвовал в торжественном освящении построенного за 56 лет Соборного храма города Ельца.
В 1896 году при громадном стечении народа участвовал в отпевании архимандрита Андрея (Садовского).
Имел владения в селе Перово Выхинской волости 1-го стана Московского уезда Московской губернии.
Погребён в Даниловом монастыре.

## Семья
По воспоминаниям Смирнова А.К., написанным в блокадном Ленинграде, Андрей Захарович имел пять сыновей и двух дочерей, однако, по преданию родственников сыновей было девять. Двое из его сыновей, Всеволод и Александр, в 1900-х годах находились в числе взрослых певчих Синодального хора. Илья — священник церкви Св. Великомученицы Варвары в Варвар. сиротск. д. Воздвиженка. Ещё один сын Виктор, был диаконом в московской церкви Успения в Могильцах (1901) и законоучителем в 7-м Сокольническом женском городском училище (1914) и диаконом ц. Воскресения Христова (1917), с 11.06.1936 до 10.01.1937 г. — протодиакон церкви Воскресения Христова с. Ашитково; другой, Онисифор (1881, Воронеж — 1937.12.10, Москва, †Бутово), обучался в Спасо-Вифанской духовной академии, был псаломщиком ц. свв. Флора и Лавра (1907, 1917), дьяконом Сорокосвятской церкви г. Москвы, арестован 4 ноября 1937 года, осуждён 7 декабря 1937 года тройкой при УНКВД по Московской области, обвинён в активном участии в контрреволюционной фашистской организации, расстрелян 10 декабря 1937 года на Бутовском полигоне, реабилитирован 8 сентября 1989 года — новомученик Русской православной церкви.

## Награды
Награждён орденами Св. Анны 3 степени (1892) и другими наградами.